# Farncombe
Farncombe es un pequeño pueblo en Surrey, Inglaterra y forma parte ahora de la ciudad de Godalming.
Farncombe aparece en el Domesday Book de 1086 como Fernecome. El pequeño pueblo está situado en el Río Wey y varios botes pueden ser contratados para viajar hasta Guildford y otras ciudades.
Algunas históricas construcciones aún sobreviven, denotando la larga historia de la ciudad. Entre las construcciones más antiguas está una fila de asilos construidos en 1622. Su población hoy día ronda los 3.000 habitantes.
Farncombe tiene varios sistemas de transporte como estaciones de tren, buses y proyectos para construir terminales de ellos.
Farncombe también tiene un joven equipo de fútbol llamado FYFC (Farncombe Youth Football Club).

## Jack Phillips

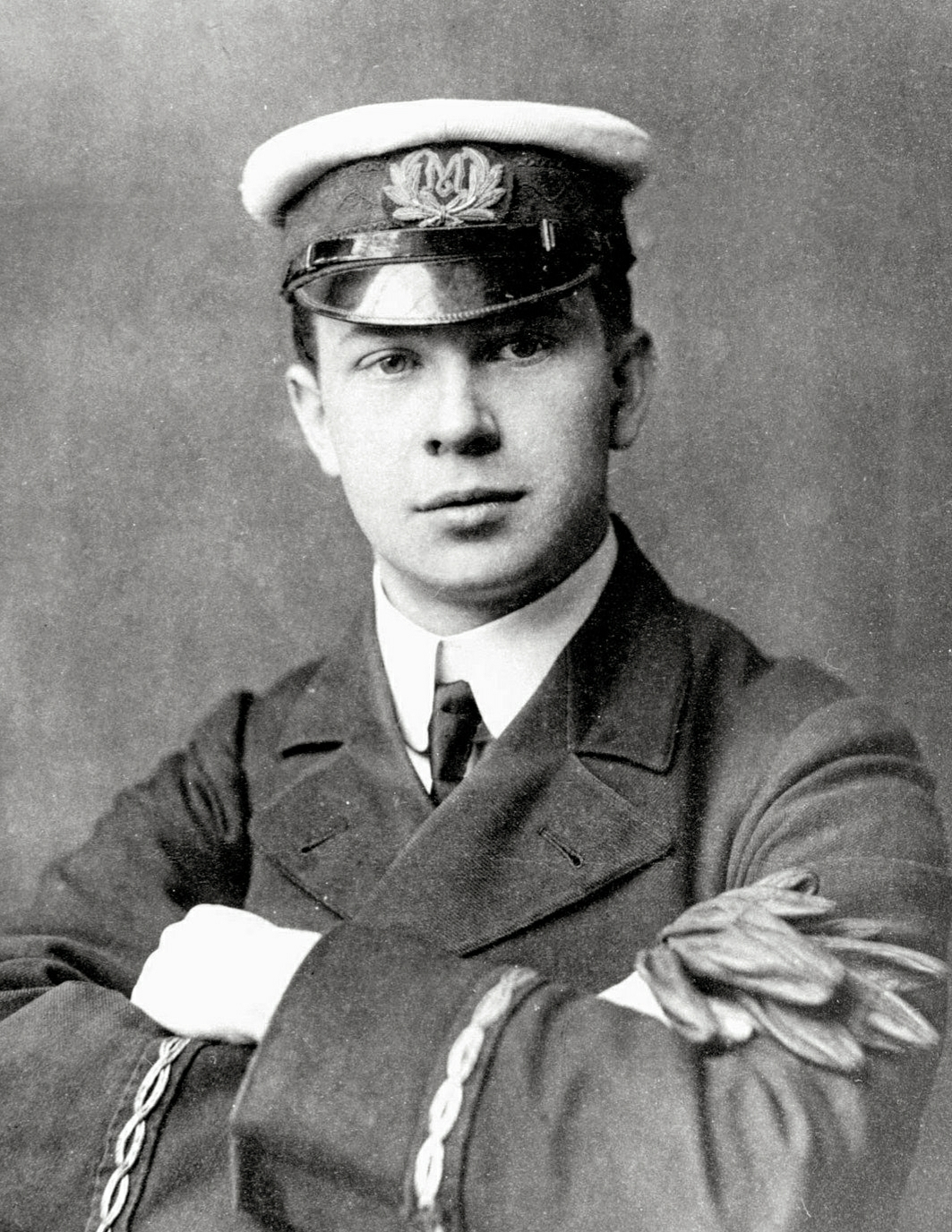
John George Phillips.

Jack Phillips nació en Farncombe. Trabajó exhaustivamente en el hundimiento del Titanic, intentando contactar otros barcos por telégrafo para traer inmediata ayuda al barco que se estaba hundiendo. Phillips es conmemorado en el Jardín Memorial Phillips en Godalming, y también en la Iglesia Evangélista St. John en Farncombe. También existe un bar con su nombre en la Godalming High Street.
- Datos: Q655745
- Multimedia: Farncombe / Q655745